# Astur
Astur (лат.) — род хищных птиц из семейства ястребиных (Accipitridae). Представители рода распространены в Евразии, Африке, Америке и Океании. Ранее всех представителей рода Astur помещали в род Accipiter. Молекулярно-филогенетические исследования показали, что род Accipiter является полифилетическим, и в результате последующей ревизии были созданы монофилетические роды, в один из которых и были включены 9 видов.
В состав рода включают 9 видов:
| Изображение | Научное название   | Русское название            | Распространение                                                           |
| ----------- | ------------------ | --------------------------- | ------------------------------------------------------------------------- |
|             | Astur cooperii     | Куперов ястреб              | от юга Канады до Мексики                                                  |
|             | Astur gundlachi    | Кубинский ястреб            | Куба                                                                      |
|             | Astur bicolor      | Двуцветный ястреб           | Центральная и Южная Америка                                               |
|             | Astur chilensis    |                             | юго-западная часть Южной Америки                                          |
|             | Astur melanoleucus | Чёрно-белый ястреб          | Африка к югу от Сахары                                                    |
|             | Astur henstii      | Мадагаскарский тетеревятник | Мадагаскар                                                                |
|             | Astur gentilis     | Ястреб-тетеревятник         | Европа, Азия и Северная Америка                                           |
|             | Astur atricapillus |                             | Северная Америка                                                          |
|             | Astur meyerianus   | Мейеров ястреб              | Молуккские острова, Новая Гвинея, архипелаг Бисмарка и Соломоновы острова |